# Landtagswahlkreis Dessau
Der Wahlkreis Dessau (Wahlkreis 26) war ein Landtagswahlkreis in Sachsen-Anhalt. Der Wahlkreis umfasste von der Kreisfreien Stadt Dessau-Roßlau die Stadtteile Alten, Großkühnau, Haideburg, Innerstädtischer Bereich Mitte, Innerstädtischer Bereich Süd, Kleinkühnau, Kochstedt, Mosigkau, Siedlung, Süd, Törten, West, Ziebigk und Zoberberg.
Der Landtagswahlkreis Dessau-Roßlau ersetzte ihn 2011.

## Wahl 2006
Bei der Landtagswahl in Sachsen-Anhalt 2006 traten folgende Kandidaten an:
| Name                             | Partei          | Anteil der Erststimmen |
| -------------------------------- | --------------- | ---------------------- |
| Jens Kolze                       | CDU             | 32,9 %                 |
| Ralf Schönemann                  | Die Linke       | 30,2 %                 |
| Hans-Christian Sachse            | SPD             | 21,3 %                 |
| Siegfried Wentzkat               | FDP             | 6,7 %                  |
| Ralf-Peter Weber                 | GRÜNE           | 4,7 %                  |
| Klaus Fuchs                      | MLPD            | 0,6 %                  |
| Harald Ebert                     | Off D-STATT-DSU | 1,4 %                  |
| Klaus Scholz                     | EB              | 2,2 %                  |
| Wahlberechtigte: 51149 Einwohner |                 |                        |
| Wahlbeteiligung: 46,3 %          |                 |                        |